# Еріх Бушенгаген
Еріх Отто Людвіг Бушенгаген (нім. Erich Otto Ludwig Buschenhagen; 8 грудня 1895, Страсбург — 13 вересня 1994, Кронберг) — німецький воєначальник, генерал піхоти вермахту. Кавалер Лицарського хреста Залізного хреста з дубовим листям.

## Біографія
Учасник Першої світової війни. Після демобілізації армії залишений в рейхсвері, служив у частинах зв'язку та Імперському військовому міністерстві. З 6 жовтня 1936 по 12 жовтня 1937 року — командувач військами зв'язку 3-го військового округу. З 1 березня 1938 року — командир 5-го мотопіхотного полку, з 10 серпня 1939 року — начальник штабу 21-го армійського корпусу, з 1 квітня 1940 року — 21-ї групи. Брав активну участь в розробці і здійсненні операції із захоплення Данії та Норвегії. З 19 грудня 1940 по 15 квітня 1942 року — начальник штабу армії «Норвегія». З 18 червня 1942 року — командир 15-ї піхотної дивізії. Учасник Німецько-радянської війни. З 20 листопада 1943 року — командир 52-го армійського корпусу. 12 жовтня 1944 року взятий в полон радянськими військами в Молдавії. 22 червня 1950 року засуджений військовим трибуналом до 25 років таборів. 8 жовтня 1955 року переданий владі ФРН і звільнений.

## Звання
- Фанен-юнкер (9 березня 1914)
- Фенріх (26 жовтня 1914)
- Лейтенант (27 січня 1915) — патент від 23 червня 1913 року.
- Оберлейтенант (18 жовтня 1918)
- Ротмістр (1 грудня 1925)
- Майор (1 квітня 1933)
- Оберстлейтенант (1 жовтня 1935)
- Оберст (1 березня 1938)
- Генерал-майор (1 серпня 1941)
- Генерал-лейтенант (10 липня 1943)
- Генерал піхоти (20 лютого 1944)

## Нагороди
- Залізний хрест
  - 2-го класу (22 листопада 1914)
  - 1-го класу (7 жовтня 1917)
- Хрест «За військові заслуги» (Австро-Угорщина) 3-го класу з військовою відзнакою (16 червня 1918)
- Почесний хрест ветерана війни з мечами
- Пам'ятна військова медаль (Угорщина) з мечами
- Медаль «За вислугу років у Вермахті» 4-го, 3-го, 2-го і 1-го класу (25 років)
  - 1-го класу (9 березня 1939)
- Медаль «У пам'ять 13 березня 1938 року»
- Медаль «У пам'ять 1 жовтня 1938» із застібкою «Празький град»
- Орден Меча, командорський хрест (Швеція; 6 грудня 1938)
- Застібка до Залізного хреста
  - 2-го класу (17 вересня 1939)
  - 1-го класу (26 вересня 1939)
- Орден Хреста Свободи 1-го класу з мечами (Фінляндія; 26 жовтня 1941)
- Німецький хрест в золоті (19 липня 1942)
- Лицарський хрест Залізного хреста з дубовим листям
  - лицарський хрест (5 грудня 1943)
  - дубове листя (№521; 4 липня 1944)
- Відзначений у Вермахтберіхт (12 травня 1944)